# Lasiodora spinipes
Lasiodora spinipes là một loài nhện trong họ Theraphosidae.
Loài này thuộc chi Lasiodora. Lasiodora spinipes được miêu tả năm 1871 bởi Ausserer.